# David Garrick (film 1916)
David Garrick è un film muto del 1916 diretto da Frank Lloyd. Prodotto dalla Pallas Pictures, aveva come protagonisti Dustin Farnum e Winifred Kingston che, nella vita reale, erano marito e moglie.
La sceneggiatura di Julia Crawford Ivers si basa sull'omonimo lavoro teatrale di T.W. Robertson andato in scena in prima a Londra il 30 aprile 1834 con protagonista E. A. Sothern.

## Trama
L'attore David Garrick, mentre sta recitando al Drury Lane Romeo e Giulietta, resta affascinato da una bella sconosciuta che si trova in teatro tra gli spettatori. Garrick cerca disperatamente per settimane di ritrovarla, ma senza riuscirci.
Un ricco commerciante, Simon Ingot, un giorno gli offre una grossa somma per lasciare l'Inghilterra poiché sua figlia Ada si è innamorata di lui. Garrick rifiuta il denaro, dichiarando che non sposerà mai una donna se non sarà il padre a chiederglielo. Poi, promette di curare l'infatuazione della ragazza. L'occasione dell'incontro tra i due è offerta da una cena cui viene invitato l'attore. Garrick, dopo aver scoperto che la figlia di Ingot è proprio la donna che ha cercato inutilmente per tanto tempo, onora comunque la promessa fatta al mercante, comportandosi da ubriaco tanto da disgustare Ada.
La storia, raccontata in una taverna, viene sentita dallo Squire Richard Chivy, pretendente dissoluto e senza fortuna di Ada. Mezzo ubriaco, la ripete alla ragazza che, allora, si reca a casa di Garrick. Ingot trova la figlia insieme all'attore ma si rende anche conto del vero carattere di Garrick e consente al matrimonio tra i due.

## Produzione
Il film fu prodotto dalla Pallas Pictures, una piccola compagnia attiva fino al 1918 che verrà inglobata in seguito dalla Paramount Pictures.

## Distribuzione
Il copyright del film, richiesto da J. C. Ivers, fu registrato l'8 aprile 1916 con il numero LP8079.
Venne distribuito dalla Paramount Pictures e Famous Players-Lasky Corporation, uscendo nelle sale statunitensi il 30 aprile 1916. Il film viene riportato nei documenti della Paramount con il titolo David Garrick (A Man's Choice).
Non si conoscono copie ancora esistenti della pellicola che viene considerata presumibilmente perduta.

## Garrick al cinema
Questa fu una delle versioni cinematografiche tratte dall'opera di Robertson con protagonista il celebre attore e drammaturgo inglese David Garrick (1717–1779). A Broadway, la pièce era andata in scena la prima volta il 16 agosto 1869 al Theatre Comique, interpretato da George C. Boniface e Lillie Eldridge. Il personaggio di David Garrick appare anche in diversi altri film, come Peg of Old Drury del 1936, che ripercorre la carriera di una giovane attrice interpretata da Anna Neagle, e L'ultima beffa di Don Giovanni del 1937, diretto da James Whale e interpretato da Brian Aherne e Olivia de Havilland da una sceneggiatura di Ernest Vajda su una trasferta parigina dell'attore inglese.
- David Garrick - cortometraggio (1908)
- David Garrick, regia di Percy Nash - cortometraggio (1912)
- David Garrick, regia di Leedham Bantock - cortometraggio (1913)
- David Garrick, regia di Hay Plumb (1913)
- David Garrick, regia di James Young  (1914)
- David Garrick, regia di Frank Lloyd (1916)
- David Garrick - cortometraggio (1922)
- Peg of Old Drury, regia di Herbert Wilcox (1936)
- L'ultima beffa di Don Giovanni (The Great Garrick), regia di James Whale (1937)